# Фабіо Капелло
Фа́біо Капе́лло (італ. Fabio Capello; нар. 18 червня 1946 року, Сан-Канціан-д'Ізонцо, Італія) — італійський футбольний тренер і футболіст.
Тренував клуби «Мілан», «Ювентус», «Реал Мадрид», «Рома». Другий іноземний тренер в історії англійської національної команди. У всіх клубних командах, де працював Капелло, він вигравав титул чемпіона країни. У тренерській клубній роботі з 16-ти проведених років виграв титул чемпіона країни 7 разів.
Капелло відомий тим, що часто конфліктував з головними зірками тренованих ним команд: з Роберто Баджо в «Мілані», з Давором Шукером в «Реалі», з Вінченцо Монтеллою в «Ромі», з Алессандро Дель П'єро в «Ювентусі».
З 2008 по 2012 роки тренував збірну Англії. 8 лютого 2012 року Капелло за власною ініціативою закінчив працювати з командою, тим самим висловлюючи протест проти рішення Футбольної асоціації забрати капітанську пов'язку у Джона Террі.

## Біографія
Фабіо Капелло народився в сім'ї Герріно та Евеліни Капелло. Батько, шкільний вчитель, в дитинстві грав у футбол, а дядько, Маріо Тортуль (рідний брат матері Фабіо, Евеліни), був футболістом, зіграв 1 матч за збірну Італії. Завдяки їхньому впливу, все дитинство Капелло було пов'язано з футболом.

### Ігрова кар'єра

#### «СПАЛ»
Капелло почав свою кар'єру в клубі «П'єріс», який тренував його батько, Герріно. Там його виявив тренер клубу «СПАЛ» Паоло Мацца, з яким Капелло підписав свій перший професіональний контракт з клубом за 2 млн лір. У другий сезон в команді Капелло виграв молодіжний чемпіонат Італії та 29 березня 1964 дебютував у першій команді клубу в матчі з «Сампдорією», в якій «СПАЛ» програв 1:3, а потім зіграв ще 4 гри, але не врятував клуб від вильоту в Серію B. У сезоні 1965/1966, коли клуб повернувся до Серії A, Капелло став твердим гравцем основи команди, а також став основним пенальтистом команди. Також Капелло був викликаний до складу молодіжної збірної Італії до 23-х років, куди потрапив разом з одноклубником Едоардо Реджа. У сезоні 1966/1967 Капелло провів лише 16 матчів, причиною чому стала травма лівого коліна.

#### «Рома»
1967 року Капелло перейшов в «Рому», яка витримала конкуренцію з боку «Ювентуса», «Болоньї», «Інтера» та «Мілана», які також хотіли купити півзахисника. Капелло дебютував в «Ромі» 24 вересня 1967 року в матчі з «Інтером». А через 2 роки виграв свій перший трофей, Кубок Італії.

#### «Ювентус»
Через деякий час Капелло перейшов в «Ювентус», у складі якого дебютував 6 вересня 1970 року в матчі Кубка Італії з «Новарою» (2:2). З туринським клубом Капелло виграв 3 чемпіонати Італії і став твердим гравцем основи збірної Італії.

#### «Мілан»
1976 року Капелло перейшов до «Мілана». За новий клуб він дебютував 29 серпня 1976 року в матчі Кубка Італії з «Катанією», в якому «Мілан» переміг 2:0. З «Міланом» Капелло виграв Кубок Італії і чемпіонат Італії. 1980 року він завершив свою кар'єру після корупційного скандалу, результатом якого стала відправка «Мілана» в Серію B. Останній офіційний матч Капелло провів 11 травня 1980 року у гостьовій грі чемпіонату Італії з «Лаціо», в якій міланці перемогли 2:0.

#### Збірна
За збірну Італії Капелло зіграв 32 матчі. 14 листопада 1973 року він забив історичний гол Англії на стадіоні «Вемблі», який приніс його команді першу перемогу над англійцями. На чемпіонаті світу 1974 року в останньому матчі групового раунду фінальної частини Фабіо забив єдиний гол команди збірній Польщі. У підсумку італійці програли матч з рахунком 2-1, пропустивши поляків у наступний раунд, які зайняли потім третє місце.

### Тренерська кар'єра

#### «Мілан»
Тренерську кар'єру Капелло почав 1987 року в «Мілані», яким він керував в останніх 6-ти іграх сезону, замінивши звільненого Нільса Лідхольма. Капелло зміг добитись з «Міланом» місця, що дає можливість участі клубу в розіграші Кубка УЄФА, у вирішальному матчі перемігши «Сампдорію». Після цього Капелло не тренував, а працював в адміністративному апараті «Мілана». Після звільнення з клубу Арріго Саккі, Капелло був призначений головним тренером «Мілана». Це рішення було названо поспішним, через брак досвіду у Капелло. Проте «россонері», з Капелло на чолі, провели кілька вдалих років. Клуб виграв чотири чемпіонства та Лігу чемпіонів, а також двічі грав у фіналі цього турніру. З Капелло «Мілан» встановив рекорд Серії A за кількістю матчів без поразок — 58 зустрічей. У сезоні 1991/1992 клуб став чемпіоном Італії, не зазнавши жодної поразки у 34 матчах. Ще один рекорд клубу за Фабіо Капелло — це 6 перемог у 6 матчах групового турніру Ліги чемпіонів 1992/1993 з різницею забитих і пропущених м'ячів 11-1.

#### «Реал Мадрид»
20 травня 1996 року Капелло очолив мадридський «Реал». Попри те, що клуб серйозно зміцнився перед початком сезону, купивши Давора Шукера, Предрага Міятовича, Кларенса Зедорфа, Бодо Іллгнера, Карлуша Секретаріу та Роберто Карлоса, італійський тренер попросив купити йому ще гравців, включаючи Крістіана Карамбе, який перейшов до «Реалу» лише роком пізніше.
Незабаром після початку чемпіонату почалася заочна «війна» між Капелло і президентом клуба Лоренсо Сансом, які робили заяви, в яких звинувачували один одного. У результаті клуб виграв чемпіонат Іспанії, випередивши на 2 очки «Барселону», проте Капелло все ж був підданий уболівальниками клубу та пресою критиці, за надмірно прагматичний і невидовищний футбол. Після чого, Фабіо вирішив покинути Мадрид. Під час роботи з «Реалом», в основному складі клубу почав регулярно виступати Рауль, а також завершив свою кар'єру Еміліо Бутрагеньо.

#### «Мілан»
1997 року Капелло повернувся до «Мілана», але клуб провів невдалий сезон, зайнявши 10-е місце і програвши у фіналі Кубка Італії римському «Лаціо». У тому ж сезоні «Мілан» поступився з рахунком 0:5 «Ромі».
Після невдачі з «Міланом», Капелло один сезон пропрацював коментатором для телеканалу Rai.

#### «Рома»
1999 року Капелло очолив «Рому», підписавши контракт з щорічною виплати 8 млрд лір на рік. З цим клубом Капелло виграв чемпіонат Італії, третій в історії «джалороссі», а також двічі став з клубом срібним призером першості. Період в «Ромі» для Капелло характеризувався конфліктом з найкращим форвардом команди, Вінченцо Монтеллою. Капелло був оголошений тіффозі «Роми» зрадником, після того, як стало відомо, що він очолить «Ювентус», хоча до цього Капелло оголошував, що ніколи не буде тренувати «стару синьйору».

#### «Ювентус»
2004 року Капелло очолив «Ювентус» і виграв з клубом два чемпіонати Італії, проте пізніше обидва титули були відібрані у клубу через Кальчополі. В «Ювентусі» при Капелло заграв Златан Ібрагімович, а також на деякий час втратив місце в основі команди Алессандро Дель П'єро, через конфлікт з тренером.

#### «Реал Мадрид»
4 липня 2006 року Капелло був звільнений з поста тренера «Ювентуса», але на наступний день, 5 липня, він підписав контракт з «Реалом» до 2009 року. Капелло виграв з «Реалом» чемпіонат Іспанії, проте був звільнений президентом клубу, Рамоном Кальдероном, після закінчення сезону. Під час роботи Капелло в «Реалі» з клубу були звільнені два таких футболіста, як Девід Бекхем і Антоніо Кассано через недостатнє ставлення до справи. Після цього Капелло знову повернувся до коментування, працюючи на Rai.

#### Збірна Англії
14 грудня 2007 року Капелло очолив збірну Англії, яка не пройшла на чемпіонат Європи 2008 року. Контракт з Капелло був підписаний на 4 роки з щорічною виплатою 5,5 млн євро. Контракт був підписаний Капелло лише після того, як він добився від керівників англійського футболу самому призначити собі помічників, якими стали Італо Гальбьяті, другий тренер, Франко Танкреді, тренер воротарів, Массімо Нері, тренер з фізичної підготовки і Франко Бальдіні в ролі генерального менеджера. 6 лютого 2008 року Англія зіграла перший матч під керівництвом Капелло, перемігши з рахунком 2:1 Швейцарію. Пізніше під його керівництвом Англія посіла перше місце в групі і вийшла у фінальний турнір чемпіонату світу 2010 року. Також Англія двічі перемогла Хорватію, яка до цього, вигравши в останньому турі, не пустила їх на чемпіонат Європи. В останньому турі Англія, яка вже вийшла з групи з першого місця, програла збірній Україні, яку влаштовувала тільки перемога (інакше їх би випереджала Хорватія), що викликало чутки про можливу «здачу» матчу, щоб не дати вийти на чемпіонат світу хорватам.
У травні 2010 року Капелло сказав, що після завершення роботи з Англією, завершить тренерську кар'єру. На першості світу Англія вибула в 1/8 фіналу, програвши збірній Німеччини з рахунком 1:4; в цій грі англійці, вперше з 1954 року пропустили 4 голи у розіграшах світових першостей. Незважаючи на невдалий результат, Капелло сказав, що не хоче залишати посаду тренера збірної Англії. 2 липня футбольна асоціація Англії ухвалила рішення залишити Капелло на чолі збірної.
8 лютого 2012 року Капелло за власною ініціативою закінчив працювати з командою, тим самим висловлюючи протест проти рішення Футбольної асоціації забрати капітанську пов'язку у Джона Террі.

## Особисте життя
Капелло одружений зі своєю подругою зі шкільних років Лаурою. У них є син Пьєр-Філліпо, який працює агентом Фабіо.
Капелло великий поціновувач образотворчого мистецтва. Колекція придбаних ним робіт оцінюватися приблизно в 27,5 млн доларів. Улюбленим художником Капелло є російський живописець Василь Кандинський. Капелло дуже любить оперу, а також проводити вечори, слухаючи класичну музику.
16 січня 2008 року Капелло був вписаний в число можливих винуватців у приховуванні податків під час роботи в Турині. Проте пізніше пред'явлені звинувачення Капелло були зняті, а його зв'язок зі справою був представлений, як частина звичайної перевірки багатих італійців.

## Статистика

### Ігрова
| Чемпіонат         | Чемпіонат         | Чемпіонат         | Ліга | Ліга                       | Кубок        | Кубок        | Континет. змаг. | Континет. змаг. | Всього | Всього |
| Сезон             | Клуб              | Ліга              | Ігри | Голи                       | Ігри         | Голи         | Ігри            | Голи            | Ігри   | Голи   |
| Італія            | Італія            | Італія            | Ліга | Ліга                       | Кубок Італії | Кубок Італії | Європа          | Європа          | Всього | Всього |
| ----------------- | ----------------- | ----------------- | ---- | -------------------------- | ------------ | ------------ | --------------- | --------------- | ------ | ------ |
| 1963–64           | СПАЛ 1907         | Серія A           | 4    | 0                          |              |              |                 |                 |        |        |
| 1964–65           | СПАЛ 1907         | Серія B           | 9    | 0                          |              |              |                 |                 |        |        |
| 1965–66           | СПАЛ 1907         | Серія A           | 20   | 1                          |              |              |                 |                 |        |        |
| 1966–67           | СПАЛ 1907         | Серія A           | 16   | 2                          |              |              |                 |                 |        |        |
| 1967–68           | Рома              | Серія A           | 11   | 1                          |              |              |                 |                 |        |        |
| 1968–69           | Рома              | Серія A           | 25   | 6                          |              |              |                 |                 |        |        |
| 1969–70           | Рома              | Серія A           | 26   | 4                          |              |              |                 |                 |        |        |
| 1970–71           | Ювентус           | Серія A           | 27   | 5                          |              |              |                 |                 |        |        |
| 1971–72           | Ювентус           | Серія A           | 29   | 9                          |              |              |                 |                 |        |        |
| 1972–73           | Ювентус           | Серія A           | 27   | 3                          |              |              |                 |                 |        |        |
| 1973–74           | Ювентус           | Серія A           | 27   | 4                          |              |              |                 |                 |        |        |
| 1974–75           | Ювентус           | Серія A           | 28   | 3                          |              |              |                 |                 |        |        |
| 1975–76           | Ювентус           | Серія A           | 27   | 3                          |              |              |                 |                 |        |        |
| 1976–77           | Мілан             | Серія A           | 26   | 1                          |              |              |                 |                 |        |        |
| 1977–78           | Мілан             | Серія A           | 28   | 3                          |              |              |                 |                 |        |        |
| 1978–79           | Мілан             | Серія A           | 8    | 0                          |              |              |                 |                 |        |        |
| 1979–80           | Мілан             | Серія A           | 3    | 0                          |              |              |                 |                 |        |        |
| Всього            | Італія            | Італія            | 341  | 45\|\|\|\|\|\|\|\|\|\|\|\| |              |              |                 |                 |        |        |
| Всього за кар'єру | Всього за кар'єру | Всього за кар'єру | 341  | 45\|\|\|\|\|\|\|\|\|\|\|\| |              |              |                 |                 |        |        |

| Збірна Італії | Збірна Італії | Збірна Італії |
| Роки          | Ігри          | Голи          |
| ------------- | ------------- | ------------- |
| 1972          | 6             | 1             |
| 1973          | 8             | 3             |
| 1974          | 6             | 1             |
| 1975          | 4             | 1             |
| 1976          | 8             | 2             |
| Всього        | 32            | 8             |

### Тренерська
Дані оновлено станом на 15 листопада 2011
| Країна  | Команда       | З      | До     | Статистика | Статистика | Статистика | Статистика | Статистика |
| І       | В             | Н      | П      | % перемог  |            |            |            |            |
| ------- | ------------- | ------ | ------ | ---------- | ---------- | ---------- | ---------- | ---------- |
| Італія  | Мілан         | 1991   | 1996   | 170        | 97         | 57         | 16         | 57,06      |
| Іспанія | Реал Мадрид   | 1996   | 1997   | 42         | 27         | 11         | 4          | 64,29      |
| Італія  | Мілан         | 1997   | 1998   | 0          | 0          | 0          | 0          | —          |
| Італія  | Рома          | 1999   | 2004   | 0          | 0          | 0          | 0          | —          |
| Італія  | Ювентус       | 2004   | 2006   | 0          | 0          | 0          | 0          | —          |
| Іспанія | Реал Мадрид   | 2006   | 2007   |            |            | 48         | 43         | —          |
| Англія  | Збірна Англії | 2008   | нині   | 42         | 28         | 8          | 6          | 66,67      |
| Всього  | Всього        | Всього | Всього | 583        | 332        | 169        | 82         | 56,95      |

## Досягнення

### Як гравець
«Рома»
- Володар Кубка Італії: 1968-69

«Ювентус»
- Чемпіон Італії: 1971-72, 1972-73, 1974-75

«Мілан»
- Чемпіон Італії: 1978-79
- Володар Кубка Італії: 1976-77

### Як тренер
«Мілан»
- Чемпіон Італії: 1991-92, 1992–1993, 1993–1994, 1995–1996
- Володар Суперкубка Італії: 1992, 1993, 1994
- Переможець Ліги чемпіонів: 1993-94
- Володар Суперкубка Європи: 1994

«Рома»
- Чемпіон Італії: 2000–2001
- Володар Суперкубка Італії: 2001

«Ювентус»
- Чемпіон Італії: 2004–2005, 2005–2006 (обидва скасовані)

«Реал Мадрид»
- Чемпіон Іспанії: 1996-97, 2006-07

### Індивідуальні
- Тренер року в Серії А: 2005
- Спортивний тренер року за версією BBC: 2009
- Найкращий тренер в історії футболу — 20 місце (ESPN)[20]
- Найкращий тренер в історії футболу — 21 місце (France Football)[21][22][23]
- Найкращий тренер в історії футболу — 24 місце (World Soccer)[24][25]